# キャソック

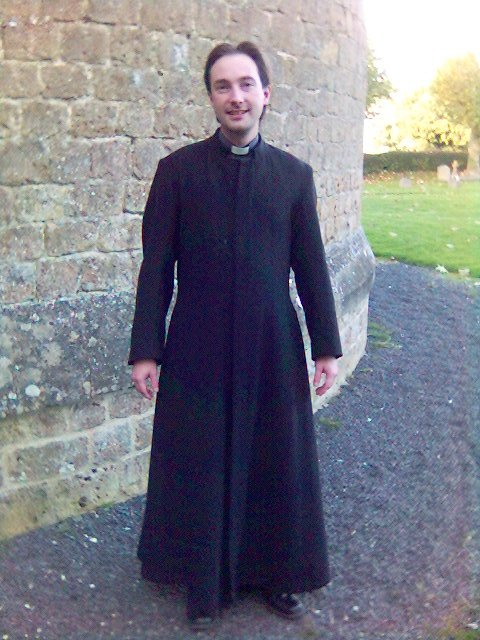
キャソックを着た聖公会の司祭

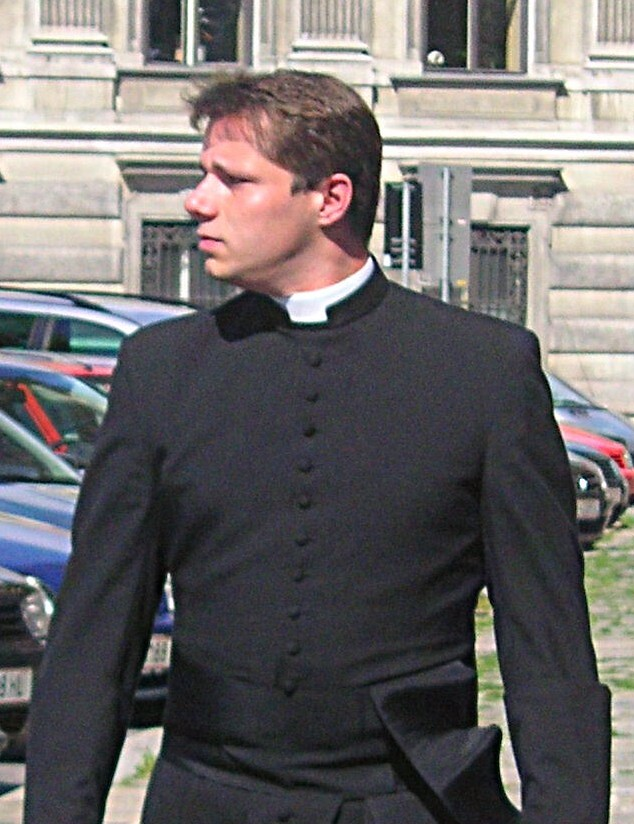
キャソックを着たカトリック教会の司祭（オーストリア）

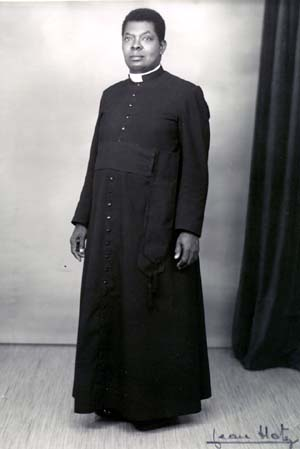
（ベルギー領）コンゴ初の現地人司祭（カトリック教会）の写真。1900年代

キャソック（英語: cassock）とは、カトリック教会や聖公会の聖職者の平服に用いられている立襟の祭服のことである。司祭平服、あるいはフランス語でスータン（soutane）ともいう。正教会でのリヤサ、ポドリャスニクに相当する。

## 概要
外見は足丈のマオカラースーツに似ている。司祭は黒、司教/主教は赤紫、枢機卿は赤、教皇は白色のキャソックを着ることになっている。その上にケープに似た外套やラソ（リャサやアウターカソックとも）を羽織る。下着にはクラジーマン（ローマン・カラー）というスタンドカラーに似た服を着用する。スタンドカラーとの違いは、ローマン・カラーは衿の後ろにボタンが付いている、カラーを差し込む形式であること。ミサや礼拝にはアルバやストラ、カズラといった別の祭服を用いる。